# Hemiscylliidae

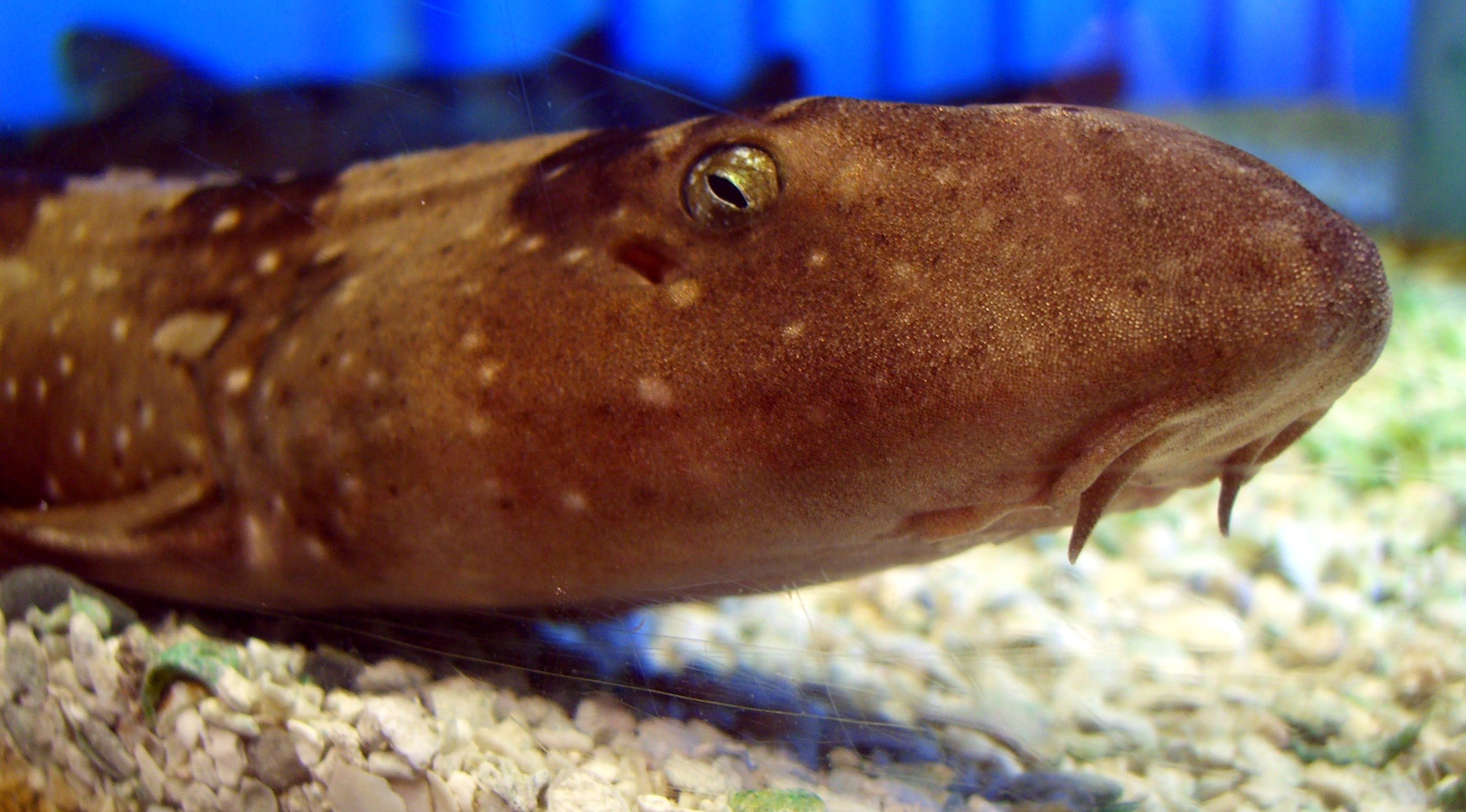
Cabeza de Chiloscyllium plagiosum.

Los hemiscilíidos (Hemiscylliidae) son una familia de elasmobranquios selacimorfos del orden Orectolobiformes distribuidos en zonas tropicales el océano Índico y el oeste del Pacífico.

## Características
Son tiburones pequeños de 60 cm a poco más de un metro de longitud. Tienen el cuerpo delgado y casi cilíndrico en sección transversal. Presentan dos aletas dorsales sin espinas y un aleta anal. Tienen cinco hendiduras branquiales, la cuarta y la quinta situadas detrás del origen de las aletas pectorales; boca en posición ventral. Tienen surcos nasales y bárbulas cortas. Los espiráculos son grandes y se abren bajo los ojos. Cola precaudal más larga que la cabeza y el cuerpo juntos.

## Historia natural
Seguramente se alimentan de pequeños peces e invertebrados bentónicos. Son inofensivos y relativamente inactivos, permaneciendo la mayor parte del tiempo descansando sobre el fondo.

## Taxonomía
Los hemiscilíidos incluyen dos géneros y 17 especies actuales, según WoRMS:
- Chiloscyllium arabicum Gubanov, 1980
- Chiloscyllium burmensis Dingerkus & DeFino, 1983
- Chiloscyllium griseum J. P. Müller & Henle, 1838
- Chiloscyllium hasselti Bleeker, 1852
- Chiloscyllium indicum (J. F. Gmelin, 1789)
- Chiloscyllium plagiosum (Anónimo, atribuida a Bennett, 1830)
- Chiloscyllium punctatum J. P. Müller & Henle, 1838
- Chiloscyllium caeruleopunctatum aceptada como Chiloscyllium plagiosum
- Hemiscyllium freycineti (Quoy & Gaimard, 1824)
- Hemiscyllium galei G. R. Allen & Erdmann, 2008[2]
- Hemiscyllium hallstromi Whitley, 1967
- Hemiscyllium halmahera G. R. Allen, Erdmann & Dudgeon, 2013[3]
- Hemiscyllium henryi G. R. Allen & Erdmann, 2008[2]
- Hemiscyllium michaeli G. R. Allen & Dudgeon, 2010[4]
- Hemiscyllium ocellatum (Bonnaterre, 1788)
- Hemiscyllium strahani Whitley, 1967
- Hemiscyllium trispeculare J. Richardson, 1843